# Cartó ondulat

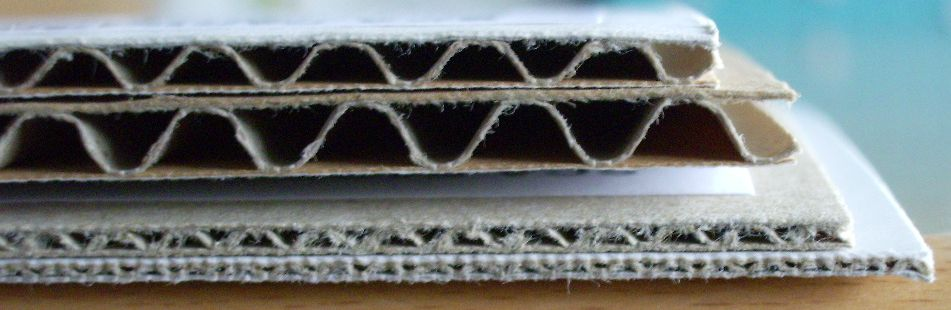
Planxes de cartó ondulat de perfils B, C, E i F.

El cartó ondulat o cartó corrugat és un material utilitzat fonamentalment per a la fabricació d'envasos i embalatges. Generalment, es compon de tres o cinc capes de papers: els de les dues capes exteriors són llisos i l'interior o els interiors ondulats, la qual cosa confereix a l'estructura una gran resistència mecànica.
La màquina que fabrica el cartó ondulat es diu onduladora, sent la tradicional caixa de solapes l'embalatge més habitualment produït en aquest material.

## Ones de cartó
Es diu ona de cartó a l'ondulació produïda en el paper interior d'una planxa de cartó. L'alçada de les ones incideix directament en les característiques físiques de la caixa, sobretot, si resistència a l'apilament (o BCT, per les seves inicials en anglès,  Box Compression Test ). Aquest últim paràmetre és el més important per productors i consumidors, ja que indica el pes que pot suportar una caixa sotmesa a una càrrega per apilament.
Quan la planxa consta de dues ones se l'anomena  doble-doble  i si està formada per una ona i un sol paper llis, simple cara. Excepcionalment, el cartó ondulat pot fabricar amb tres ones i set papers, i en aquest cas es denomina tríplex.

## Història

### Les caixes de cartó
Els primers temps de la indústria del cartó ondulat van tenir com a protagonistes pioners que fabricaven tot a mà, fins i tot la seva pròpia maquinària i que somiaven amb mètodes més ràpids de producció. A principis de 1883, el coronel Andrew Dennison usava un banc de sabater a Brunswick, Maine, per fabricar caixes de joieria com a complement i protecció de les joies i rellotges venuts a la petita botiga del seu fill en Boston.
el 1884, pare i fill van combinar els seus esforços per crear un dispositiu anomenat half machine que va significar la fi del tall manual dels laterals. Les planxes eren tallades a mida i es posaven en la màquina que obria i tallava una cantonada cada vegada pressionant cap avall. Això va ser conegut com el tallador Dennison.
El 1885 es va desenvolupar una tisora de mà com millora sobre el ganivet de sabater per tallar les caixes. La cisalla aviat va esdevenir la principal eina en la producció de caixes. Abans que abundessin les potents talladores, una senzilla planta de caixes podia tenir una bateria d'almenys vuit o deu cisalles, totes operant al mateix temps.

### El primer cartó ondulat
Les primeres caixes de cartó no eren molt resistents i es deterioraven durant el transport i emmagatzemament. Aquest desavantatge va ser eliminada pocs anys després per Oliver Long qui va començar a fabricar un cartó diferent, va introduir un full de cara estabilitzant (simple cara) que ajudava a enfortir el full d'ondulat (coneguda posteriorment com a medium) i poc després un full com a segona cara. I així, amb la patent de Long als Estats Units 150.588 de 5 de maig del 1874 va ser inventat el cartó ondulat.
Les nombroses patents que es van presentar sobre aquest nou producte van ser adquirides per tres fabricants: d'una banda, Robert H. Thompson i Henry D. Norris qui van unir forces i formar la companyia Thompson & Norris i, d'altra, Robert Gairo que va fundar la companyia Robert Gairo Co. Aquestes dues empreses que operaven en les àrees de Nova York i Boston van gaudir d'un substancial monopoli durant almenys dues dècades gràcies al seu control de les patents.

### La caixa de solapes
Robert Gair és considerat el pare del cartó plegat i va ser un dels pioners de la indústria del cartó ondulat. Va aconseguir el reconeixement gràcies al desenvolupament de l'estil d'una caixa estàndard amb talls i enganxat de la solapa anomenada «caixa americana», molt similar al sistema actual de fabricació de caixes de cartó.
Gair va arribar als Estats Units als catorze anys en un vaixell procedent d'Edimburg, Escòcia, per a treballar amb el seu pare com a lampista a Nova Jersey. Més tard, va treballar a Nova York en un magatzem de venda al detall en la dècada de 1850, abans de servir en l'exèrcit de la Unió i, posteriorment, va muntar la seva pròpia empresa.
El 1879, una preparació errònia realitzada per un dels seus empleats que estava imprimint bosses de llavors, va conduir al descobriment del procés de tall i separació. Gaires es va adonar que la regleta d'impressió podia ser reemplaçada per una altra especial de fulles i regles que podia ser usada per tallar i separar simultàniament. Aquest error va representar una millora definitiva respecte al mètode anterior que tallava les planxes per separar en una altra màquina.
Més tard, aquest mateix any va demanar una patent que mai va arribar a exercir al llarg dels anys. En la seua sol·licitud Gair va manifestar que era el primer inventor d'«un sistema millorat de tall i fes de paper en la fabricació de caixes de paper». La premsa Aldine de Gair està actualment al museu d'invents de l'Institut Franklin de Filadèlfia, Pennsilvània, va ser la primera màquina que tallava i fendia simultàniament.
Les primeres màquines a les fàbriques de Thompson & Norris i Robert Gair tenien una amplada de 12 a 18 polzades (30,5-45,7 cm). A mesura que van augmentar la seva amplada, van ser accionades mitjançant corretges des d'una línia superior. Els rodets de major diàmetre eren escalfats primer per brocs de gas i posteriorment de vapor per evitar el risc d'incendi. Les fulles exteriors o liners s'enganxaven a mà usant brotxes similars a les d'empaperar que encara s'utilitzen avui, amb engrut (una pasta de farina cuita). El mèdium era posat acuradament en la seva posició i pressionat suaument. Perquè l'adhesiu comencés a enganxar calia eliminar, per evaporació, una gran quantitat de líquid raó per la qual qualsevol altra operació necessitava quatre hores prèvies d'assecatge. Les mides de planxa eren molt petits, ja que el cartó ondulat només s'utilitzava com a reforç interior sent l'embalatge extern una caixa de fusta o barril.

### Simple cara
El de simple cara va ser produït per primera vegada en rotlle continu, aproximadament el 1880, recobrint completament amb adhesiu una cara del folre, aplicat per una bateria de brotxes fixes. Una de les primeres màquines d'aplicar l'adhesiu a les crestes del medium va ser patentada per Robert Thompson el 7 de juny del 1890. En aquest procés, el rotllo de medium passava sobre un corró aplicador d'adhesiu i es deixava caure sobre el folre, el simple cara resultant era bobinat en un rotllo i portat a una sala d'assecatge. Aquestes màquines consistien bàsicament, a més del mecanisme de l'adhesiu, en dos o tres rodets acanalats buits i escalfats interiorment que es muntaven verticalment sobre bastidors de fosa lleugers.

## Reciclatge

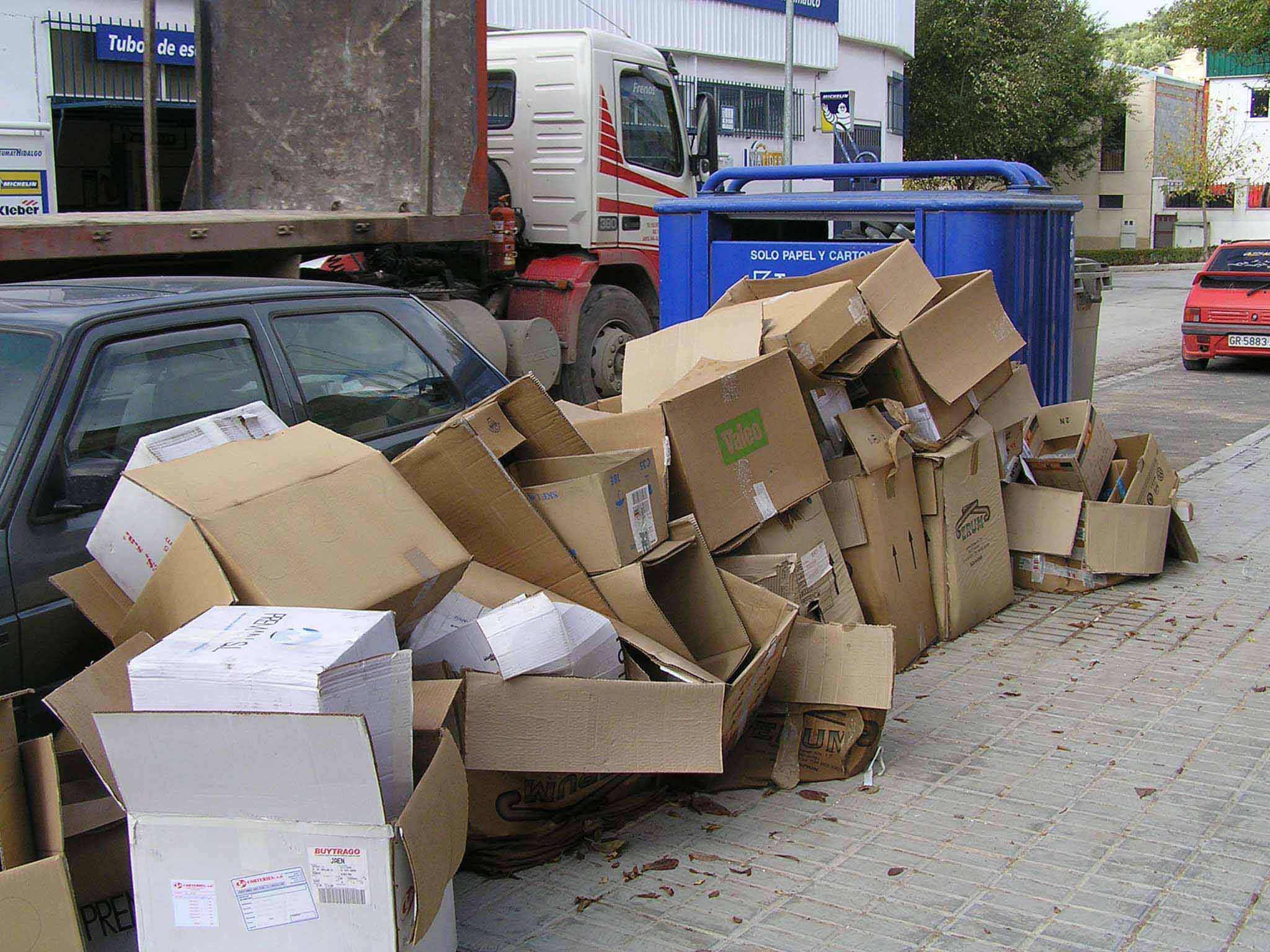
Cartó i contenidor blau per al seu reciclatge a Alcalá la Real, Jaén, Espanya.

El cartó i el paper tenen tractaments similars quant a el seu reciclatge, a més, per a certs objectes com pastes primes d'un quadern no és possible distingir entre un o altre.